# قطعنامه ۱۴۵۹ شورای امنیت
قطعنامه ۱۴۵۹ شورای امنیت سازمان ملل متحد که در تاریخ ۲۸ ژانویه ۲۰۰۳ تصویب شد، سندی بین‌المللی دربارهٔ طرح فرایند صدور گواهینامه کیمبرلی است. این قطعنامه طی نشست ۴۶۹۴ام با ۱۵ رای موافق، ۰ مخالف و ۰ ممتنع تصویب شد.